# Пролетарская (станция метро, Санкт-Петербург)
«Пролета́рская» — станция Петербургского метрополитена. Расположена на Невско-Василеостровской линии, между станциями «Ломоносовская» и «Обухово».
Станция открыта 10 июля 1981 года в составе участка «Ломоносовская» — «Обухово». В проекте станция носила название «Завод „Большевик“». До 2005 года — самая глубокая станция Петербургского метрополитена. Название связано со стачкой пролетариата в 1901 году, названной Обуховской обороной (в память о которой назван проспект Обуховской Обороны).

## Наземные сооружения
Павильон станции выполнен по проекту архитекторов А. С. Гецкина, А. В. Квятковского и И. Е. Сергеевой (Ленметрогипротранс) и располагается в сквере на пересечении проспекта Обуховской Обороны с улицей Чернова.
Благодаря круглой форме и стеклянным витражам напоминает собой парковый павильон, окружённый подпорными стенками, пологими лестницами и промежуточными площадками. Эскалаторный зал перекрыт пространственной структурной плитой и имеет свободную планировку.

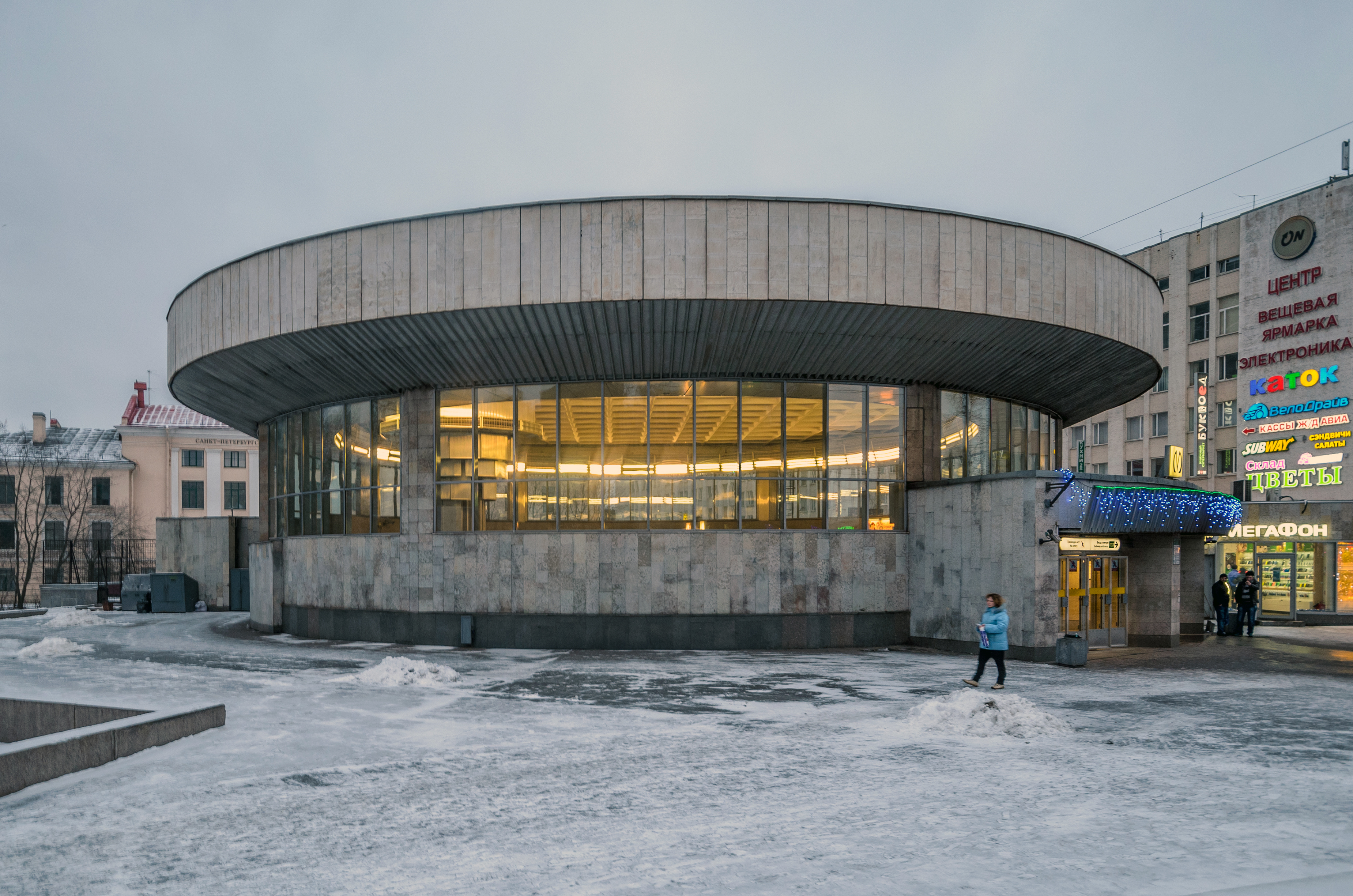
Павильон станции
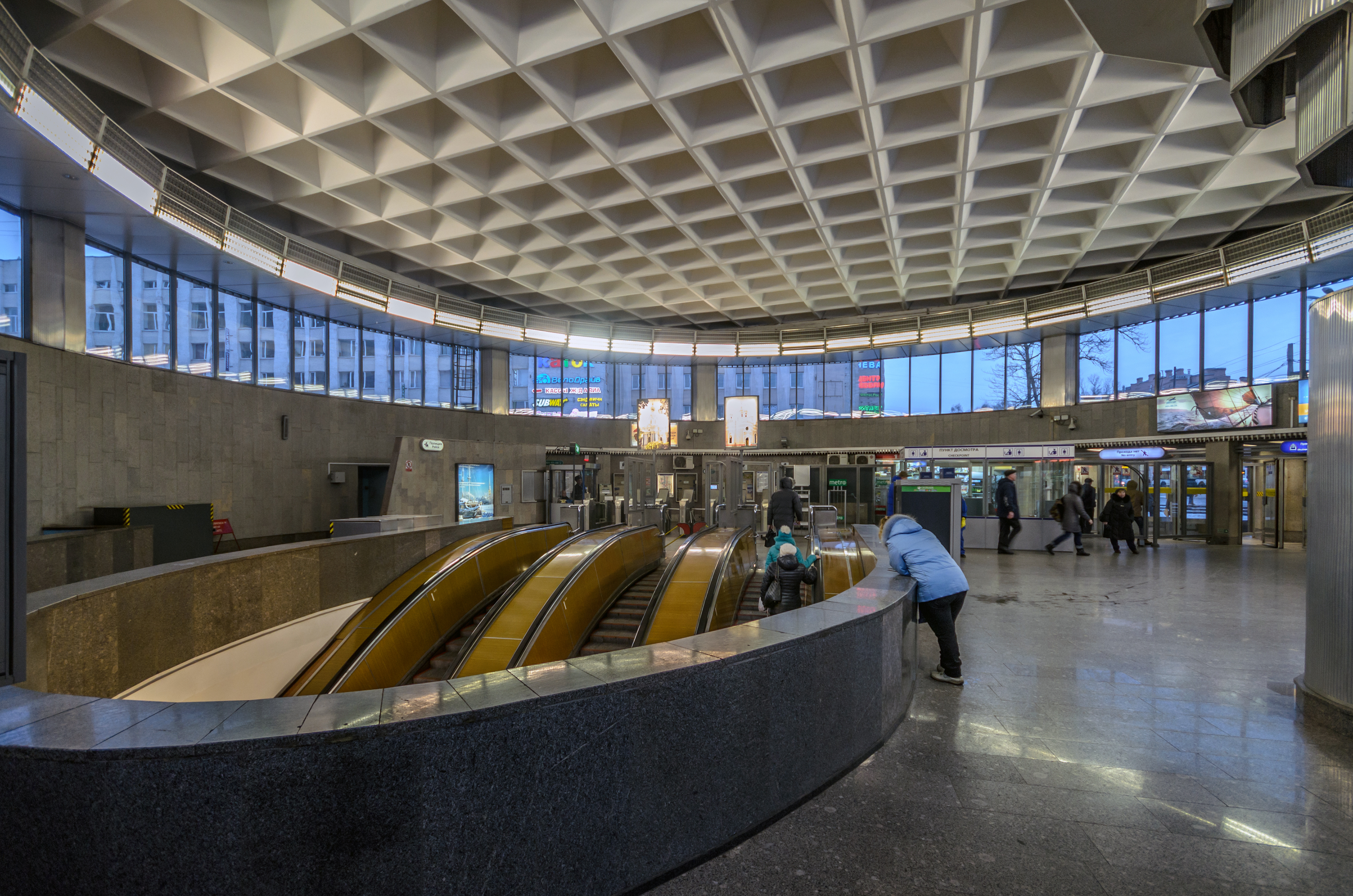
Вестибюль

## Подземные сооружения
«Пролетарская» — колонная станция глубокого заложения (глубина 72 м). Подземный зал сооружён по проекту архитекторов Д. С. Гольдгора, Ю. В. Еечко, Р. Ш. Розенталь и Н. А. Афошина (мастерская № 5 ЛенНИИпроекта).
Главный инженер проекта — Конончук Г. П. (ЛМГТ).
Архитектурное решение станции посвящено раскрытию темы рабочего класса. Путевые стены облицованы белым и бело-розовым мрамором, это одна из немногих станций, буквы названия которых выполнены из камня. Пол выложен чёрными, серыми и тёмно-красными гранитными плитами. Облицованные белым мрамором колонны венчают наклонные плоскости массивного фриза из полированного гранита, символически изображающего развёрнутое красное знамя. Закарнизное освещение направлено на свод зала и на бликующий фриз. Торцевая тёмно-красная стена-стела подземного зала украшена символами Советского Союза — горельефом «Серп и Молот».
Первая из двух станций Петербургского метрополитена с каскадом из двух групп эскалаторов (вторая — «Адмиралтейская»). Большие и малые эскалаторы соединены небольшим тоннельным переходом. Наклонный ход, содержащий три эскалатора, расположен в южном торце станции. В 2019 году светильники обоих наклонных ходов, а также промежуточного зала, были заменены со «световых столбиков» на «факелы».

## Реконструкция
25 августа 2005 года станция была закрыта на реконструкцию. В период закрытия станции выполнены следующие работы:
- демонтаж зонтов эскалаторного наклонного хода;
- демонтаж креплений зонтов эскалаторного наклонного хода;
- ремонт чугунной обделки эскалаторного наклонного хода;
- установка направляющих и монтаж новых композитных зонтов (по аналогии с зонтами на станциях «Невский проспект» и «Комендантский проспект»)[4];
- замена освещения тоннельного перехода, каскада эскалаторов и наземного вестибюля;
- замена отделки стен и полов наземного вестибюля.

Открытие планировалось на 25 февраля 2007 года, но состоялось досрочно 17 ноября 2006 года.
В 2011—2012 годах производилась замена облицовки путевых стен: мраморная кладка была заменена на блоки, укреплённые на металлический каркас, а название станции выполнено из более тёмного камня.

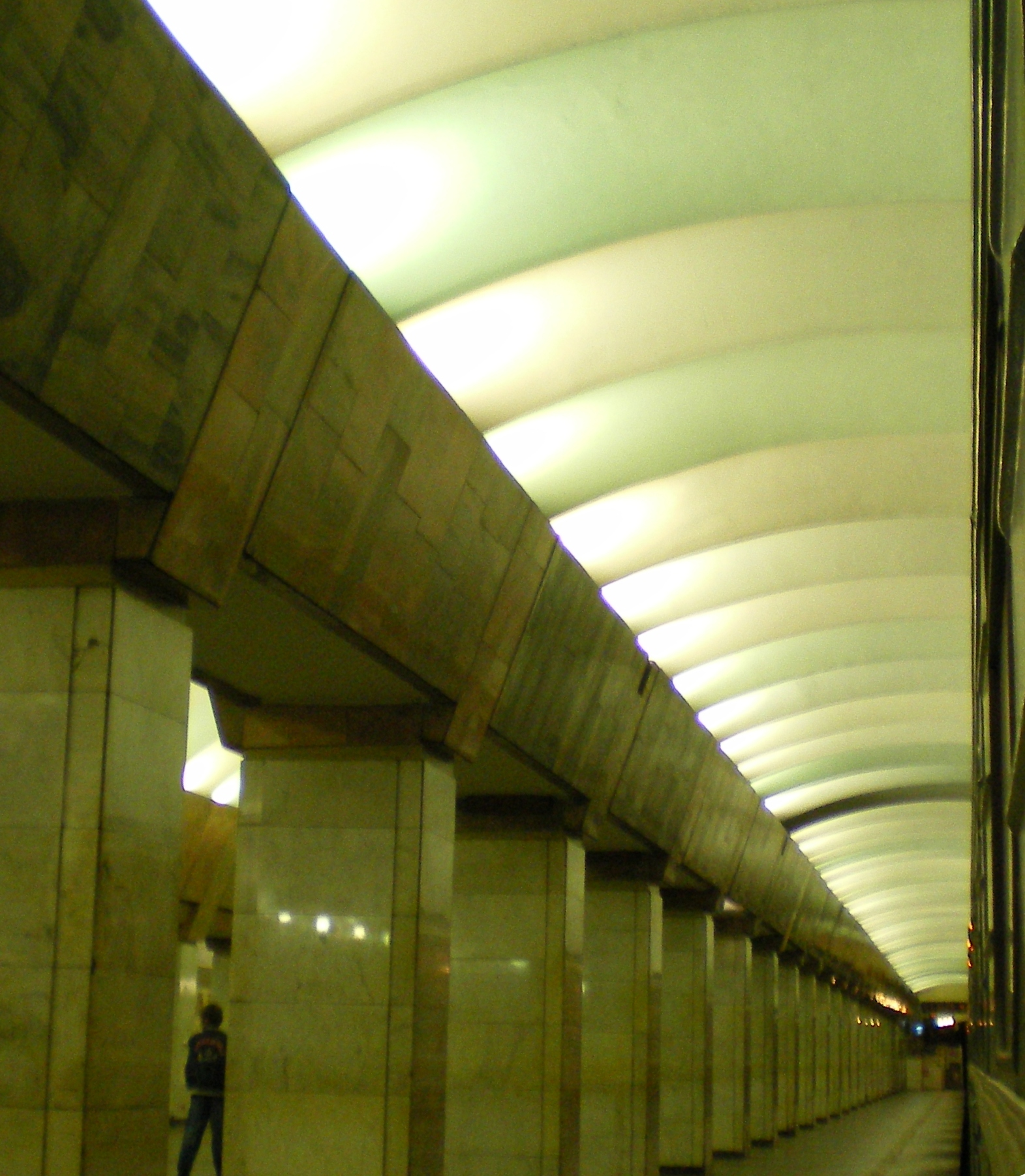
Платформа
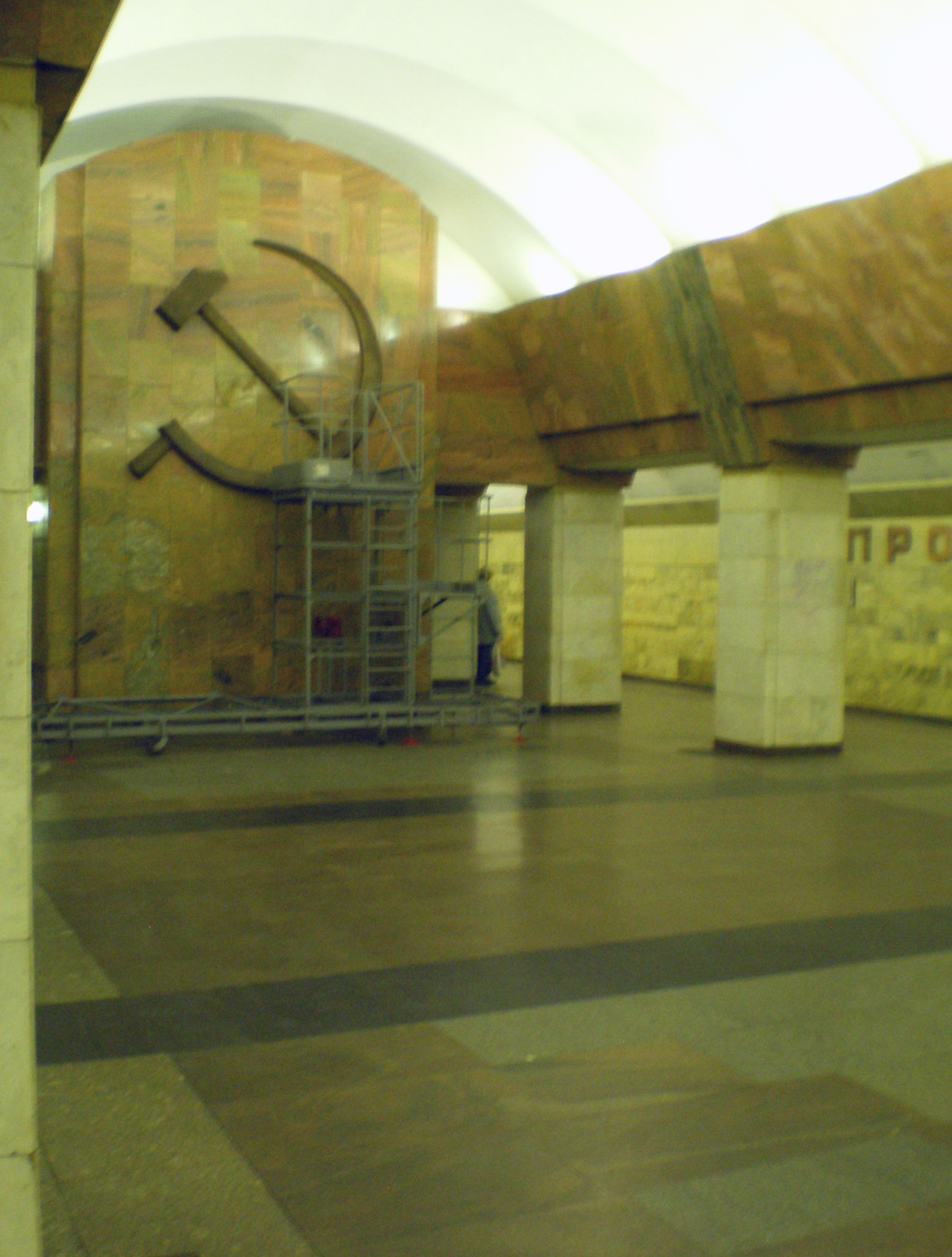
«Серп и Молот»
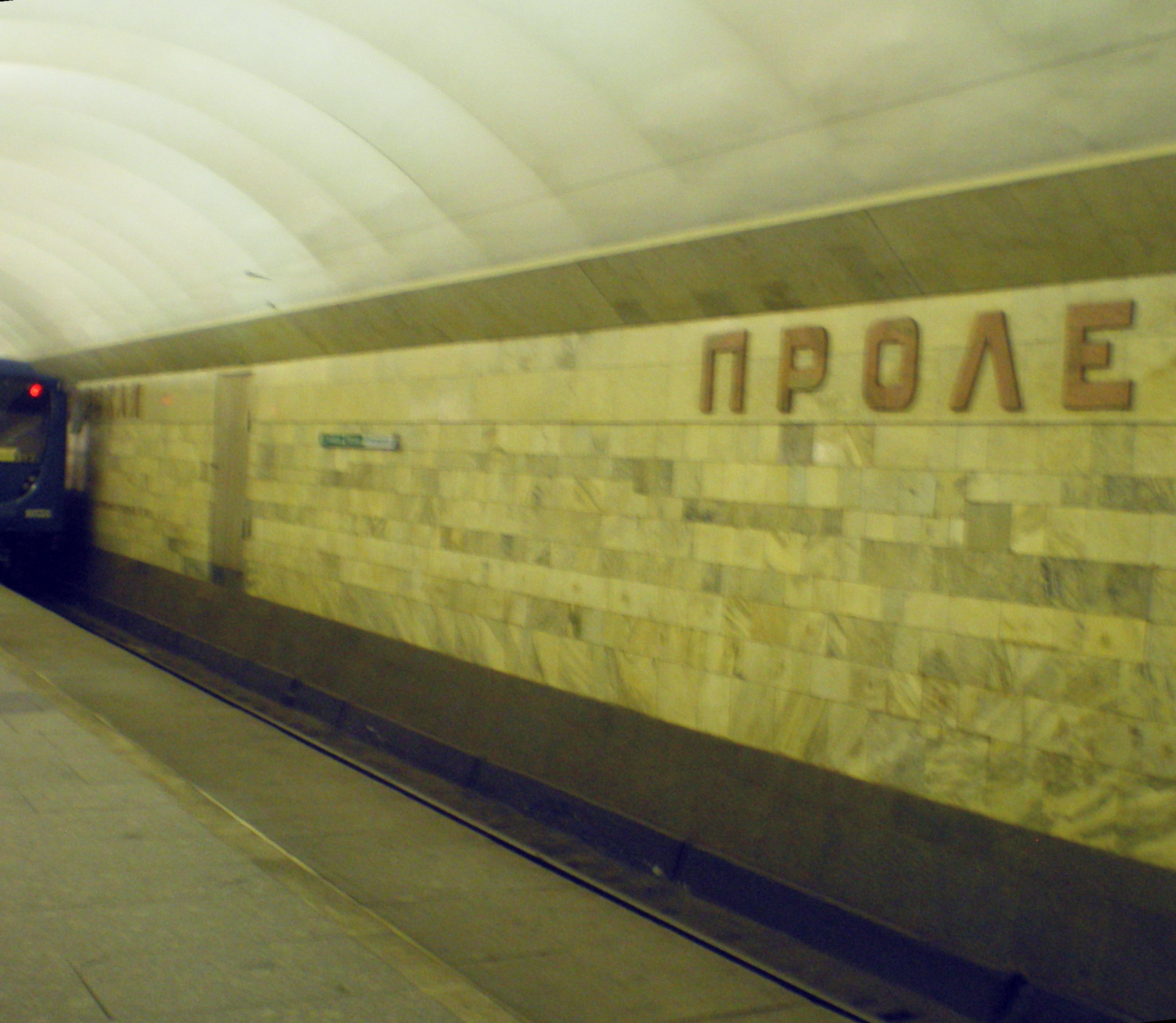
Путевая стена
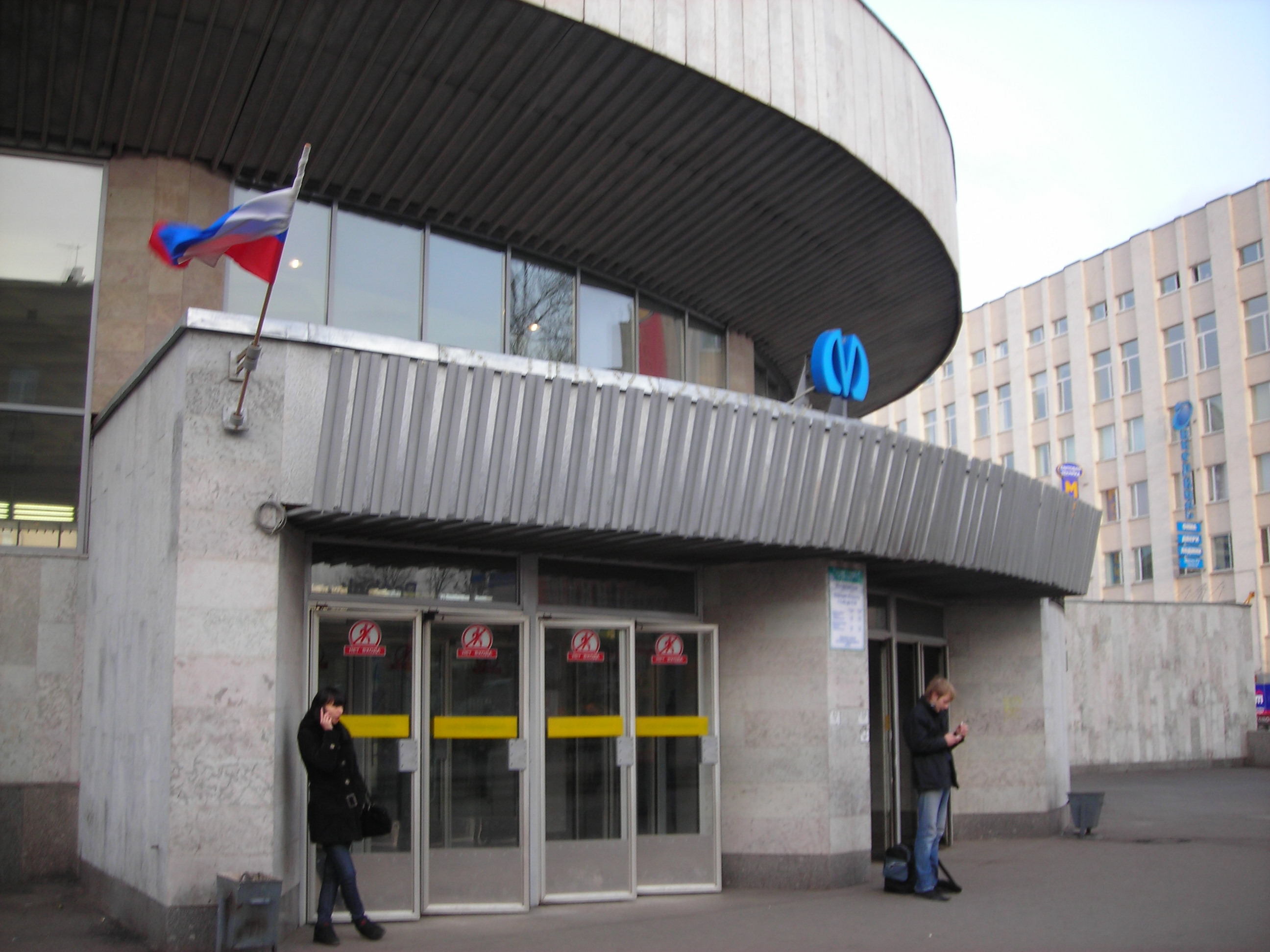
Наземный вестибюль станции в 2007 году

## Наземный городской транспорт

#### Автобусы
| №    | Пересадки                               | Конечный пункт 1               | Конечный пункт 2                             |
| ---- | --------------------------------------- | ------------------------------ | -------------------------------------------- |
| 11   | Московская Проспект Славы Ломоносовская | Предпортовая                   | Троицкое поле                                |
| 48   | -                                       | Обухово                        | Троицкое поле                                |
| 53   | Дунайская Рыбацкое                      | Купчино                        | завод ЖБИ № 1                                |
| 97   | Улица Дыбенко Ломоносовская Рыбацкое    | улица Коллонтай, 47            | завод ЖБИ № 1                                |
| 115а | Рыбацкое                                | проспект Александровской Фермы | Ижоры Металлострой, Центральная площадь      |
| 117  | Волковская Бухарестская                 | Карбюраторный завод            | Троицкое поле                                |
| 189  | Рыбацкое Понтонная Сапёрная             | улица Грибакиных               | Усть-Тосненская Сапёрный, мебельный комбинат |
| 241  | Звездная Дунайская                      | Улица Грибакиных               | Проспект Ветеранов                           |
| 327  | Рыбацкое                                | улица Грибакиных               | Колпино, Заводской проспект                  |

#### Трамваи
| №  | Пересадки                          | Конечный пункт 1    | Конечный пункт 2    |
| -- | ---------------------------------- | ------------------- | ------------------- |
| 24 | Площадь Александра Невского        | Перекупной переулок | Рыбацкое            |
| 27 | Проспект Большевиков Ломоносовская | река Оккервиль      | Рыбацкое            |
| 39 | Ломоносовская                      | Новочеркасская      | Трамвайный парк № 7 |